# 29 صفر
- السبت
- الأحد
- الاثنين
- الثلاثاء
- الأربعاء
- الخميس
- الجمعة

- 283 أغسطس 2024
- 294 أغسطس 2024
- 15 أغسطس 2024
- 26 أغسطس 2024
- 37 أغسطس 2024
- 48 أغسطس 2024
- 59 أغسطس 2024
- 610 أغسطس 2024
- 711 أغسطس 2024
- 812 أغسطس 2024
- 913 أغسطس 2024
- 1014 أغسطس 2024
- 1115 أغسطس 2024
- 1216 أغسطس 2024
- 1317 أغسطس 2024
- 1418 أغسطس 2024
- 1519 أغسطس 2024
- 1620 أغسطس 2024
- 1721 أغسطس 2024
- 1822 أغسطس 2024
- 1923 أغسطس 2024
- 2024 أغسطس 2024
- 2125 أغسطس 2024
- 2226 أغسطس 2024
- 2327 أغسطس 2024
- 2428 أغسطس 2024
- 2529 أغسطس 2024
- 2630 أغسطس 2024
- 2731 أغسطس 2024
- 281 سبتمبر 2024
- 292 سبتمبر 2024
- 303 سبتمبر 2024
- 14 سبتمبر 2024
- 25 سبتمبر 2024
- 36 سبتمبر 2024

29 صَفَر أو 29 صَفَر الخير أو 29 صَفَر المُظفَّر أو يوم 29 \ 2 (اليوم التاسع والعشرين من الشهر الثاني) هو اليوم التاسع والخمسين من أيَّام السنة وفق التقويم الهجري القمري (العربي). يبقى بعده 295 أو 296 يومًا لانتهاء السنة.

## أحداث
- 11 هـ - تولية الرسول محمد أسامة بن زيد إمارة الجيش الذي أرسله لتأمين حدود شبه الجزيرة العربية من هجمات الروم.
- 892 هـ - رسالة من أبي عبد الله محمد ملك غرناطة إلى الملكين الكاثوليكيين «فرناندوا» و«إبزابيلا»؛ يرفض فيها تهديداتهما وتسليم مدينته إليهما.
- 945 هـ - العثمانيون يستولون على ميناء عدن، ويشنقون أمير عدن «عامر الثالث» بتهمة تقديم التسهيلات للبرتغاليين، وعدم طاعة الخليفة العثماني.
- 1005 هـ -
  - الجيش الألماني ينتصر على مقدمة الجيش العثماني في معركة هاجوفا الأولى بين الدولتين. وقد قتل من العثمانيين في هذه المعركة 1100 جندي.
  - السلطان العثماني محمد الثالث يفتح قلعة «أكرى» في شمال المجر بعد 18 يومًا من الحصار، وقد قتل في هذه المعركة 11 ألف جندي ألماني.
- 1270 هـ - وقوع معركة سينوب البحرية بين الإمبراطورية الروسية والدولة العثمانية، والتي إنتهت بتحطيم الأسطول العثماني، ضمن حرب القرم.
- 1213 هـ - وقوع «معركة الصالحية» بالقرب من بلبيس بين المماليك والحملة الفرنسية.
- 1295 هـ - عقد معاهدة سان استيفانو بين الإمبراطورية الروسية والدولة العثمانية بعد حرب روسيا وهزيمتها للدولة العثمانية، بسبب رفض السلطان العثماني الاعتراف ببروتوكول لندن الموقع من قبل بريطانيا وفرنسا وروسيا وألمانيا وإيطاليا والنمسا، والذي دعا السلطان العثماني بالإسراع فوراً إلى إجراء إصلاحات داخلية تخص النصارى في الدولة العثمانية.
- 1301 هـ - الاحتلال البريطاني في مصر يقرر تعيين قاضٍ أجنبيٍّ كحد أدنى في دوائر المحاكم بمصر، بدلًا من التقليد السابق الذي كان يتم فيه تعيين اثنين من علماء الشرع الإسلامي أحدهما حنفي، والآخر شافعي في كل محكمة أهلية.
- 1340 هـ - قيام معركة النيصية بين إمارة جبل شمر وبين جيش الإخوان التابع لإمارة الرياض، والتي أدّت إلى سقوط مدينة حائل بيد عبد العزيز آل سعود.
- 1362 هـ - إرفين رومل الملقب بثعلب الصحراء يخوض آخر معاركه في شمال أفريقيا، وهي معركة مدنين بالصحراء التونسية.
- 1374 هـ - الرئيس جمال عبد الناصر يتعرض لمحاولة اغتيال أثناء إلقائه لخطاب في ميدان المنشية بالإسكندرية، وهي الحادثة المعروفة باسم حادثة المنشية.
- 1387 هـ - إسرائيل تحتل كامل القدس الشرقية.
- 1404 هـ - الولايات المتحدة تقصف المواقع السورية في لبنان.
- 1410 هـ - النواب اللبنانيون يتوصلون في «مباحثات الطائف» في السعودية إلى اتفاق لإنهاء الحرب الأهلية، وهو الاتفاق الذي عرف باسم اتفاق الطائف.
- 1413 هـ - إيران تبسط سيطرتها الكاملة على جزيرة أبو موسى بعد أن كانت تسيطر عليها جزئيًا منذ 21 سنة.
- 1423 هـ - بدأ أول بث إذاعي للحركة الإسلامية للإصلاح بقيادة الدكتور سعد الفقيه.
- 1424 هـ - الرئيس الأميركي جورج بوش يعلن انتهاء العمليات العسكرية الرئيسية في العراق.
- 1426 هـ - انطلاق ألعاب التضامن الإسلامي في دورتها الأولى بمدينة مكة غرب السعودية، والتي استمرت حتى 11 ربيع الأول من نفس العام.
- 1433 هـ -
  - افتتاح أولى جلسات مجلس الشعب المصري بعد ثورة 25 يناير، وفيها تم انتخاب محمد سعد الكتاتني رئيسًا للمجلس ليكون أول من يتولى هذا المنصب من المنتمين للإخوان المسلمون.
  - إجراء انتخابات تشريعية مبكرة في الأردن.
- 1434 هـ - قيام ملك السعودية عبد الله بن عبد العزيز آل سعود بإصدار أمر ملكي يعمل على تعديل نظام مجلس الشورى، بأن يتكون من 150 عضواً وأن يكون 20% منهم على الأقل من النساء.
- 1437 هـ - رئيس غامبيا يحيى جامع يُعلن تحويل بلاده إلى جُمهوريَّة إسلاميَّة في خُطوةٍ اعتبرها تخليصًا لِغامبيا من ماضيها الاستعماري.
- 1442 هـ - مقتل وذبح معلم فرنسي على يد لاجئ شيشاني على خلفية عرض الأول رسومًا كاريكاتورية للنبي محمد على طلابه في درس عن حرية التعبير.

## مواليد
- 1306 هـ - أبو اليقظان، عميد الصحافة الجزائرية.
- 1338 هـ - سالم حنا خميس، عالم رياضيات فلسطيني.
- 1356 هـ - عصام فارس، رجل أعمال وسياسي لبناني.
- 1359 هـ -
  - فيصل ندا، كاتب مصري.
  - الأميرة فوزية، ابنة ملك مصر فاروق الأول.
- 1360 هـ - سعد الله ونوس، مسرحي سوري.
- 1361 هـ - سيف عبد الرحمن، ممثل مصري.
- 1380 هـ - حنان سليمان، ممثلة مصرية.
- 1382 هـ - سفيان الشعري، ممثل تونسي.
- 1385 هـ - يوسف الجراح، ممثل سعودي.
- 1409 هـ - مي عمر، ممثلة مصرية.

## وفيات
- 273 هـ - محمد بن عبد الرحمن بن الحكم، خامس أمراء الدولة الأموية في الأندلس.
- 429 هـ - ابن سينا، طبيب وفيلسوف مسلم.
- 610 هـ - الأشرف بن الأعز، شاعر وكاتب شامي.
- 1037 هـ - جهانكير، حاكم إمبراطورية مغول الهند.
- 1270هـ - أبو بكر الملا الأحسائي، وفقيه حنفي وشاعر وكاتب سعودي.
- 1431 هـ - عامر خماش، عسكري وسياسي أردني.
- 1435 هـ - ممدوح الليثي، سيناريست مصري.

## وصلات خارجية
- موقع قصة الإسلام: حدث في شهر صفر.